# Cavilucina
Genre
Synonymes
- Here (Cavilucina) P. Fischer, 1887
- Miltha (Cavilucina)
- Phacoides (Cavilucina) P. Fischer, 1887

Cavilucina est un genre fossile de mollusques bivalves de la famille des Lucinidae. 

## Présentation
C'est un taxon avec des espèces actuelles mais[réf. nécessaire] il existe des spécimens fossiles dont les plus anciens datent du Jurassique.

## Liste des espèces
Selon Catalogue of Life (29 octobre 2019) :
- Cavilucina citrina (Angas, 1879)
- Cavilucina fieldingi (H. Adams, 1871)

Selon Paleobiology Database (29 octobre 2019), le genre appartient à la sous-famille des Lucininae et comprend les sous-genres et espèces suivants :
- Cavilucina (Cavilucina)
  - †Cavilucina (Cavilucina) sulcata Lamarck 1806
- Cavilucina (Mesomiltha)
  - Cavilucina (Mesomiltha) bellona
  - Cavilucina (Mesomiltha) orbignyana
  - Cavilucina (Mesomiltha) subgeometrica

Selon World Register of Marine Species (29 octobre 2019):
- Cavilucina citrina (Angas, 1879)
- Cavilucina fieldingi (H. Adams, 1871)
- Cavilucina sulcata (Lamarck, 1806) †

Autres noms:
- †Cavilucina elegans Fischer, 1887, une espèce éteinte datant du Lutétien (Éocène, ère cénozoïque) et trouvée en France